# Limnocottus
Limnocottus — рід скорпеноподібних риб родини Abyssocottidae. Всі представники роду є ендеміками озера Байкал. Мешкають на глибині понад 170 м.

## Види
Рід містить чотири види:
- Рід Limnocottus
  - Limnocottus bergianus
  - Limnocottus godlewskii
  - Limnocottus griseus
  - Limnocottus pallidus